# Ichneumon rufigena
Ichneumon rufigena är en stekelart som beskrevs av Joseph Kriechbaumer 1875. Ichneumon rufigena ingår i släktet Ichneumon och familjen brokparasitsteklar. Inga underarter finns listade i Catalogue of Life.